# 邱家站
邱家站是一个京哈线上的铁路车站，位于吉林省扶余县邱家村，建于1962年，目前为五等站，邮政编码为131203。目前客运：办理旅客乘降；行李、包裹托运；不办理货运营业。